# Castillo de Santa Cruz (Oleiros)
El castillo de Santa Cruz es una fortaleza situada en Porto de Santa Cruz, en el municipio gallego de Oleiros (España). Se encuentra en la isla de Santa Cruz y sirvió para defender en varias ocasiones la ría de La Coruña. Es Bien de Interés Cultural.

## Historia

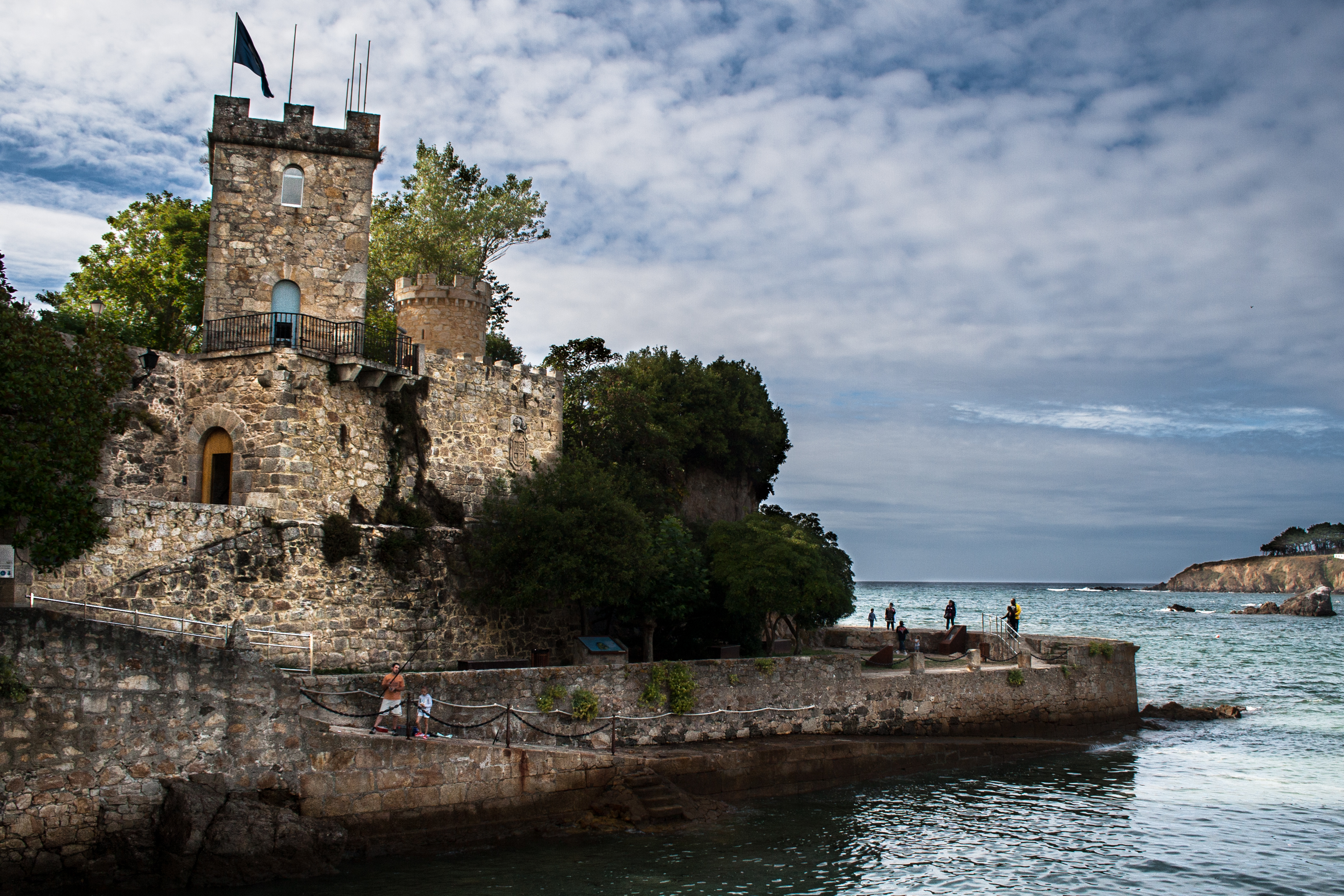
Castillo de Santa Cruz.

Las obras de construcción se iniciaron en 1594 o 1595, siendo capitán general de Galicia Diego das Mariñas, siguiendo los planos del ingeniero militar Pedro Rodríguez Muñiz.
En las descripciones de Jerónimo del Hoyo de 1607 canónigo de la Catedral de Santiago siendo Arzobispo Maximiliano de Austria indica que dispone de 4 piezas, una de ellas un 3/4 de culebrina de bronce, dos Sacres (1/2 culebrina) de bronce y otra de hierro colado. Indica que la primera tenía un alcance de casi 2 leguas (1 legua 6.667 varas o 5.573m) lo que parece exagerado y más con precisión. (del Castillo de San Antón al de Santa cruz en línea recta hay unos 3,5 km)

El castillo tiene importancia en el ataque franco-holandés a La Coruña de 1639, para conseguir rechazar a la escuadra combinada al mando del almirante y arzobispo de Burdeos Henri D'Escobleau de Sourdis. 
RELACIÓN DE LO OCURRIDO EN EL EJÉRCITO DEL REY A SU VUELTA AL MAR HASTA EL 18 DE AGOSTO DE 1639
L'Arme du Ponent  comandado por el arzobispo de Burdeos estaba compuesto este año por cuarenta navíos de guerra de veintiún brulotes y doce flautas cargadas de fuegos artillería e infantería para los descensos. El conde de Tonnerre era mariscal de campo. Partió desde la bahía de Saintn-Martín de Ré el 18 de mayo y permaneció en Belle-Ile hasta el 10 de junio a causa de un viento de poniente contrario a su ruta. Llegó el 8 de junio a La Coruña, famoso puerto de Galicia donde halló treinta y cinco navíos de guerra de los enemigos que al instante se replegaron a la bahía bajo tres grandes fuertes que la defienden cerca de sesenta cañones que estaban en tierra y seiscientos mosqueteros que esperaban pasar por Flandes, teniendo cada navío además una alzada para atravesarla. Encallar si se veían obligados a ello y además para evitar que los nuestros llegaran a las manos, cerraron la entrada con una cadena de botes y pedazos de madera fuertemente amarrados entre sí que estaba flanqueado por los cañones de los fuertes y custodiado por seis fragatas de Dunkerque varias pinazas y chalupas dobles armadas y apoyadas por algunos de sus barcos más grandes 
El Ingeniero Juan de Santáns y Tapia en su "Descripción del Real Presidio de La Coruña" de febrero de ese año indica del "fuertecillo… con dos pieças de bronce buenas" en comparación con las 18 de San Antón o las 8 de San Diego o San Gaspar.
Siendo Gobernador de Galicia Maximiliano de la Croix , se proyecta por Antonio de Gaver su reforma ante su estado de abandono. En el plano se detalla el estado del mismo y las reformas propuestas entre 1752-8, con una batería de 3 cañones y otra para 4 cañones. A partir de 1784 se completó con nuevos baluartes, pabellones y antepechos, con Martín Cermeño como capitán general.

Estos proyectos con una descripción de la antigua batería (ya demolida) pueden verse en planos fechados de 1792 de Fernando de Gaver.

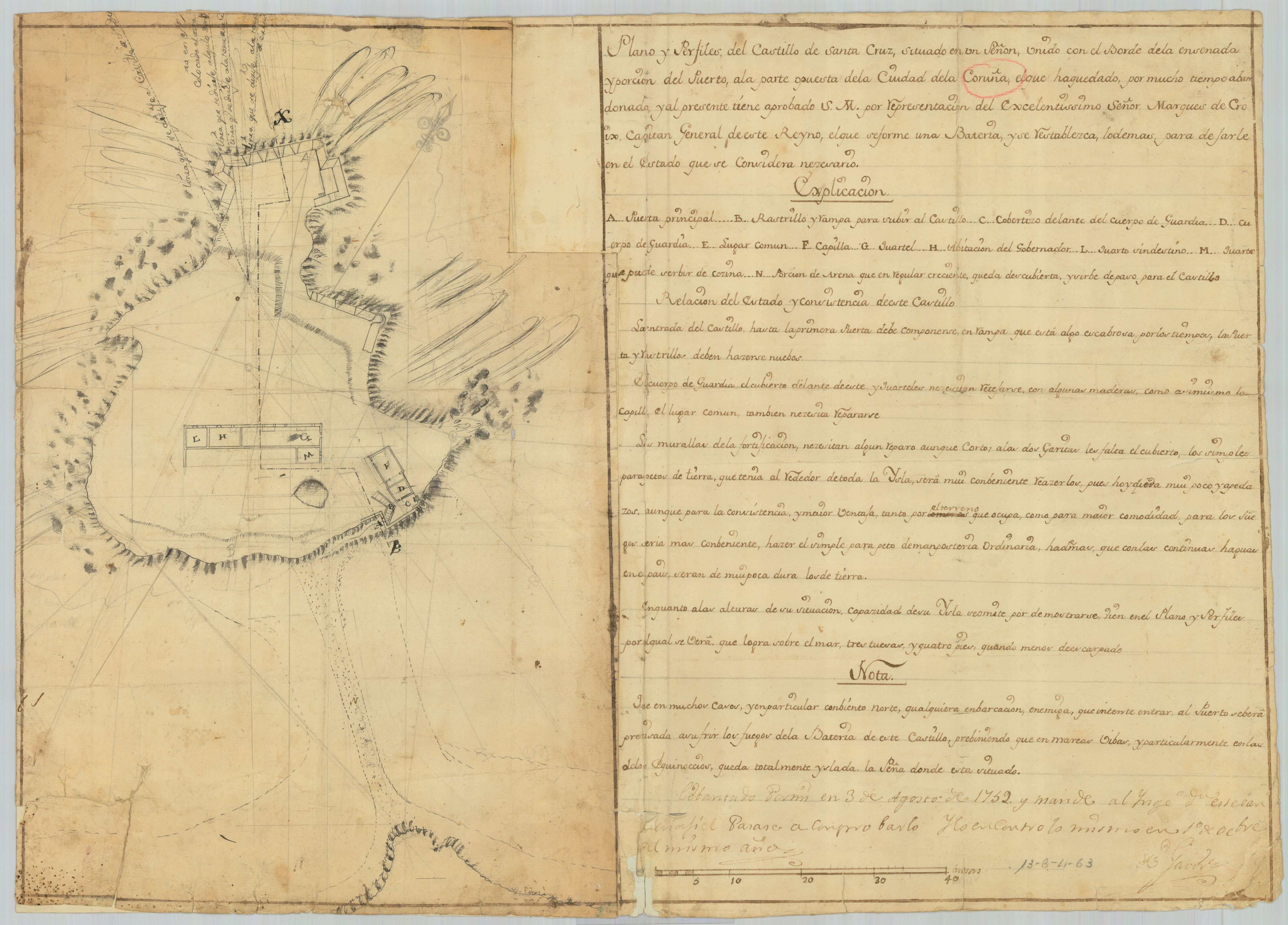
Castillo de Santa Cruz Proyecto  de Antonio de Gaver 1752
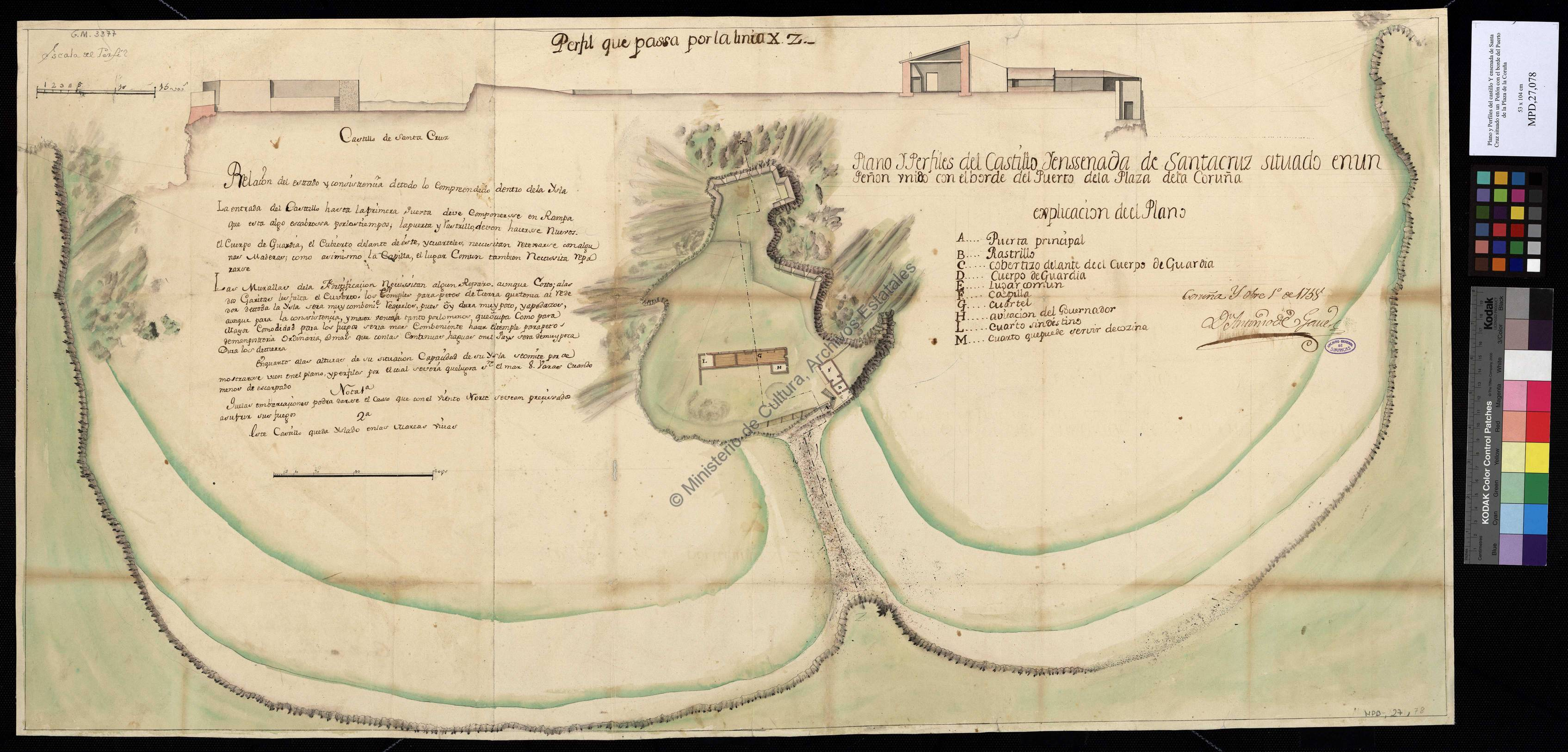
Castillo de Santa Cruz. Proyecto de Antonio de Gaver Oct. 1758
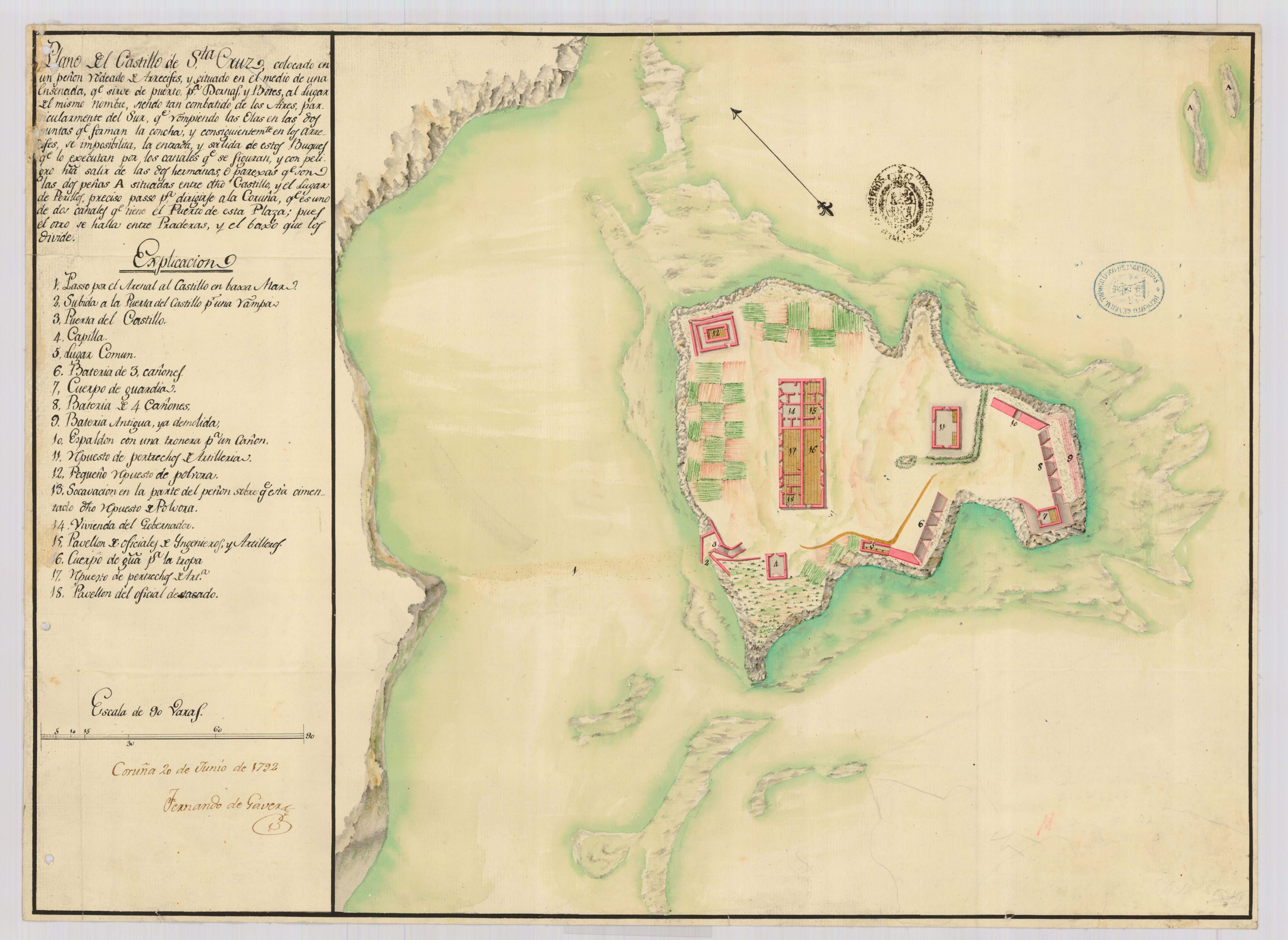
Castillo de Santa Cruz. Estado 1792

En 1799 y en otra fecha indeterminada del siglo XVIII aparece la batería inferior de 4 cañones y en la zona superior la de 3 cañones es sustituida por un baluarte de 3+3, además se proyectan diferentes actuaciones para mejorar el abaluartado por Don Miguel de Hermosilla.

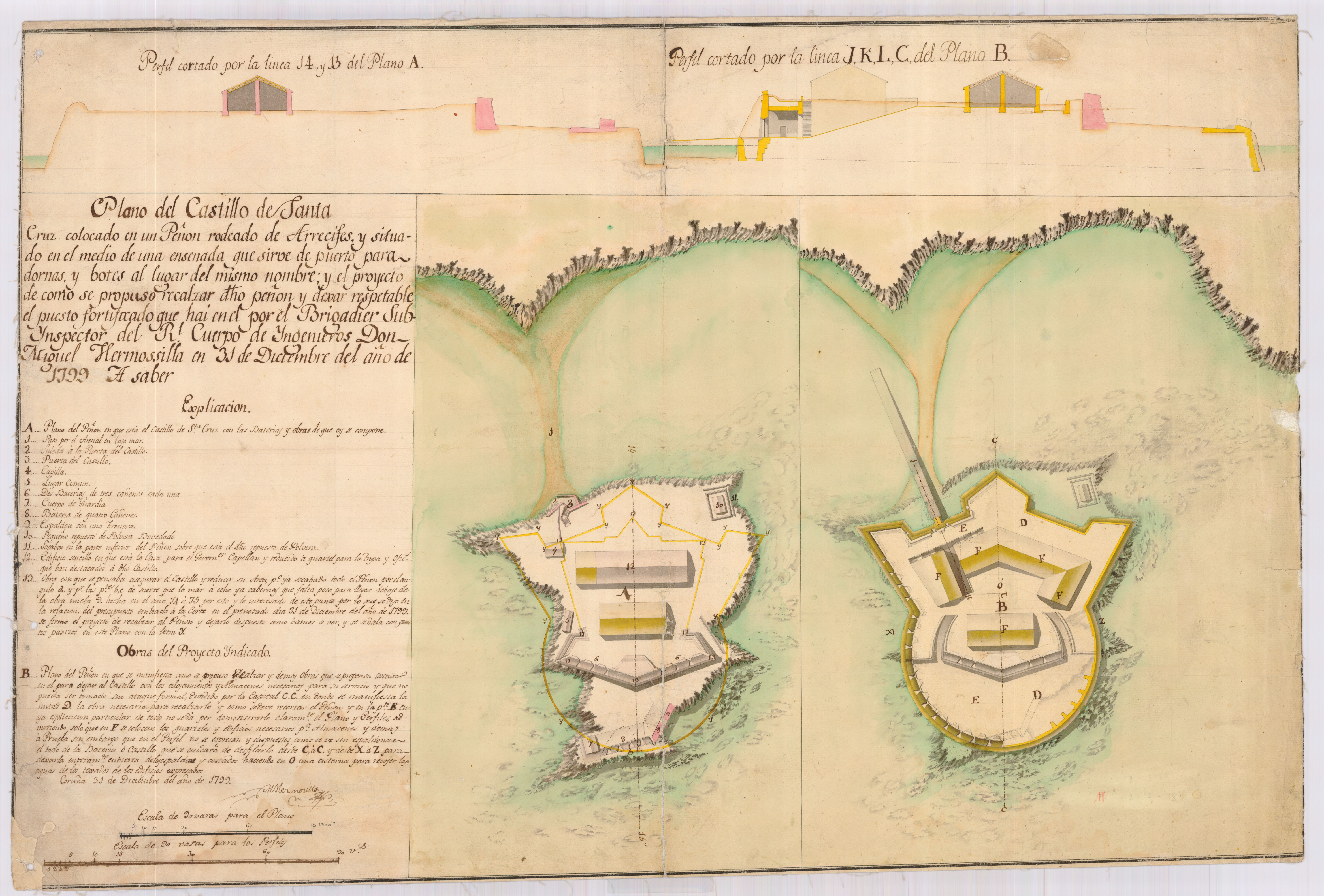
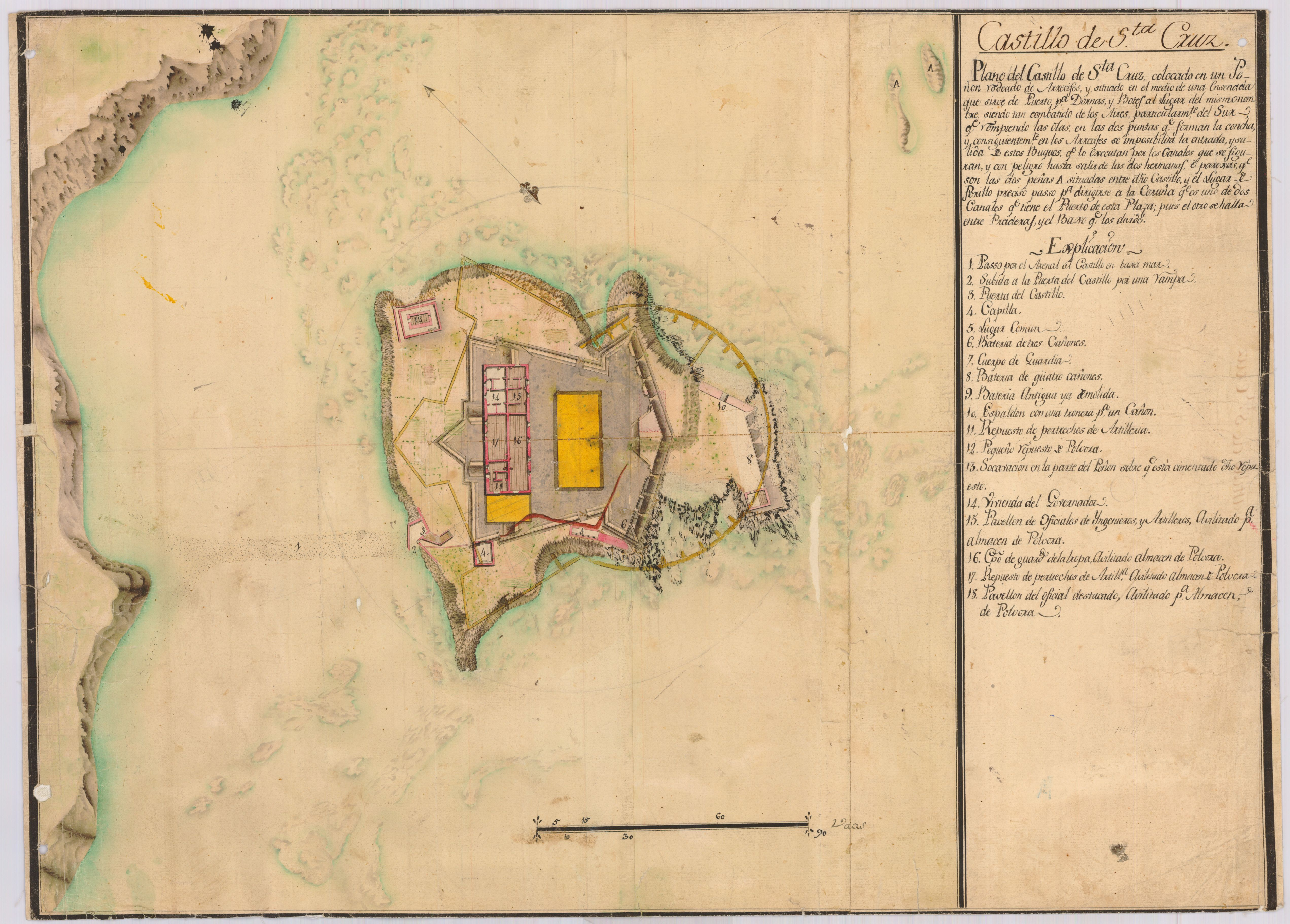
Proyectos Miguel Hermosilla 1799

En el "Diccionario geográfico-estadístico-histórico de España y sus posesiones de Ultramar"de Pascual Madoz de 1847 (Tomo 7 pag.95) se lo describe de la siguiente forma:

El Castillo de Sta. Cruz se reduce á una batería de 8 cañones , compuesto de un simple parapeto poco seguro, cerrado por una gola con una endeble muralla sit. sobre un ter. flojo de pizarra y tierra que socaba el mar con facilidad. Este fuerte queda enteramente aislado en mareas altas. Su objeto es defender á los barcos que quieran entrar en el puerto y tengan necesidad de bordear para conseguirlo. Se comprenderá fácilmente su importancia, si se advierte que sin destruirlo primeramente á él y á la batería de Mera, no podrá ningun buque bombear con fruto y sin mucho riesgo á la Coruña. Aunque en años anteriores existían en este fuerte los edificios
necesarios para habitación del gobernador, tres ó cuatro oficiales y para alojamiento, de 150 ó 200 hombres con un pequeño repuesto de pólvora, en el dia solo tiene servible la casa en que habita su gobernador y un pequeño cuerpo dé guardia.

En el año 1860 aparecen los anuncios para la subasta para arriendo por 3 años:
DESAMORTIZACIÓN
Administración principal de Propiedades y derechos del Estado de la provincia de la Coruña.
Arriendo en segunda subasta de fincas del Clero y del Estado para el domingo 9 de Diciembre entrante.
Partido de la Coruña.-Distrito de Oleiros.
Bienes del Estado. Guerra.
El terreno anejo y dependiente al castillo de Santa Cruz de Mera, sembradura 8 ferrados y 6 décimos, con la obligación de cuidar del edificio.

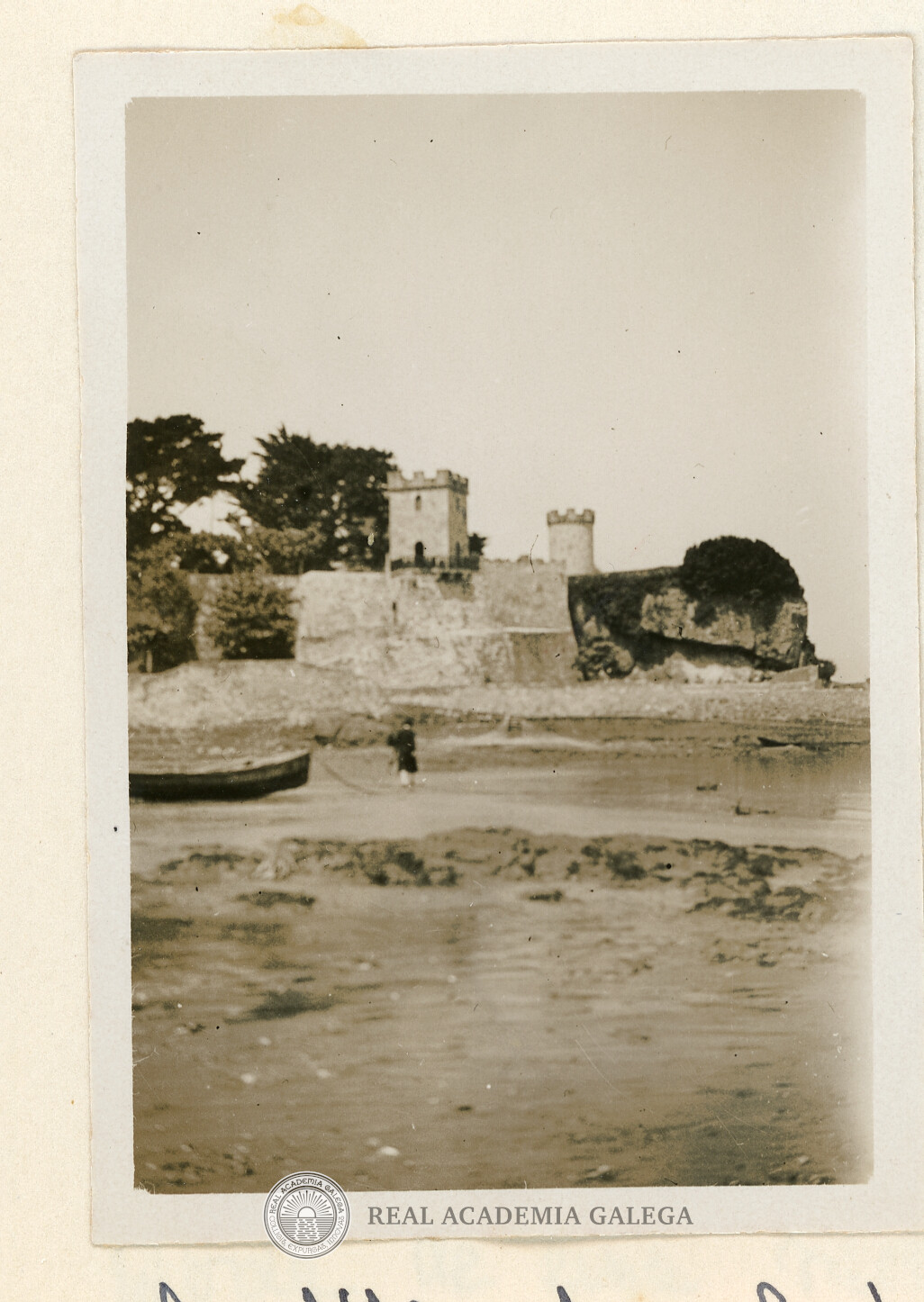
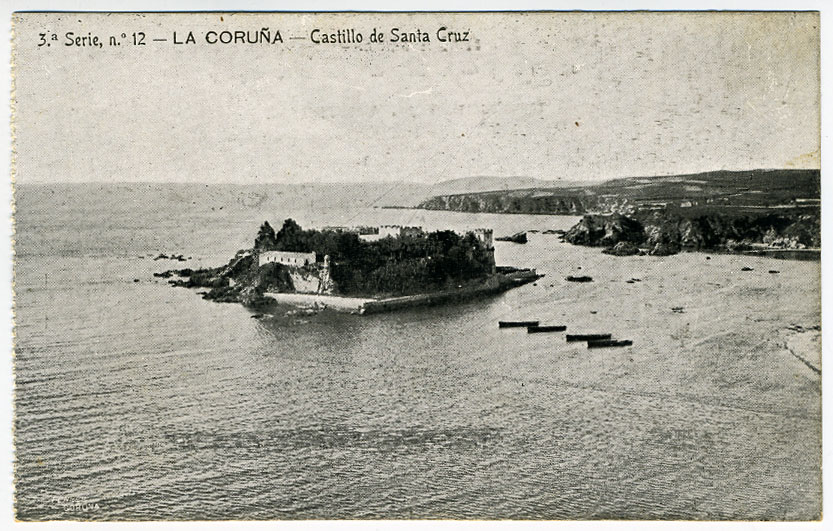
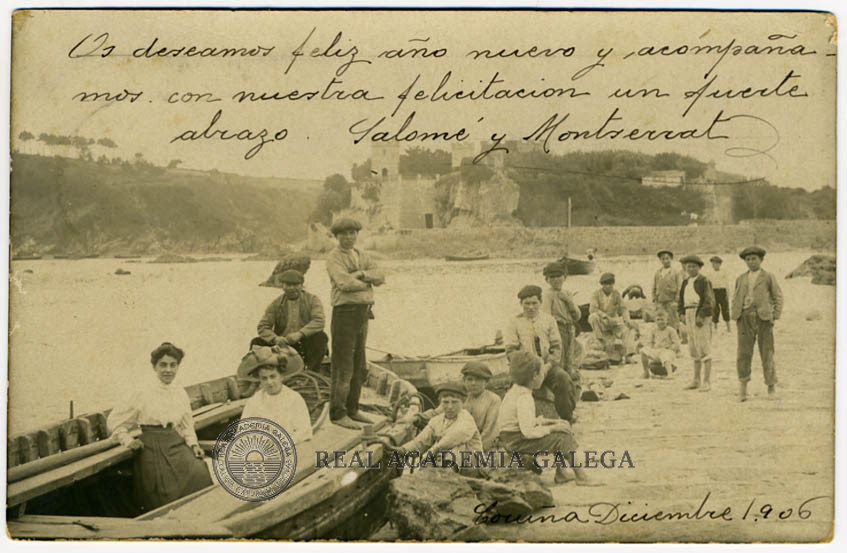

Después de perder su valor estratégico y ser abandonado, el castillo fue comprado por José Quiroga Pérez de Deza, marido de Emilia Pardo Bazán, para construir una residencia estival. Su hija, Blanca Quiroga tras la muerte de su marido José Cavalcanti , decidió donarlo al Colegio de Huérfanos de Caballería en 1938 para ser utilizado como casa de colonias de verano de huérfanos de guerra. Este fue su uso hasta 1978, cuando volvió a quedar desocupado.

## Gobernadores
| Año  | Gobernador                |
| 1768 |                           |
| 1769 | D. Martín Ximenez         |
| 1770 | D. Martín Ximenez         |
| 1771 | D. Martín Ximenez         |
| 1772 | T. C. D. Martín Ximenez   |
| 1773 | Cap. D. Martín Ximenez    |
| 1774 | Cap. D. Martín Ximenez    |
| 1775 | Cap. D. Martín Ximenez    |
| 1776 | Cap. D. Martín Ximenez    |
| 1777 | Cap. D. Martín Ximenez    |
| 1778 | Cap. D. Martín Ximenez    |
| 1779 | Cap. D. Martín Ximenez    |
| 1780 | Cap. D. Martín Ximenez    |
| 1781 | Cap. D. Martín Ximenez    |
| 1782 | Cap. D. Martín Ximenez    |
| 1783 | Cap. D. Francisco Crustan |
| 1784 | Cap. D. Francisco Crustan |
| 1785 | Cap. D. Francisco Crustan |
| 1786 | Cap. D. Francisco Crustan |
| 1787 | Cap. D. Francisco Crustan |

## Estado Actual
En 1982 varias asociaciones urgen al Ministerio de Defensa a la declaración de Monumento Histórico Artístico y a su restauración.
En 1989, el ayuntamiento de Oleiros adquirió el castillo para dedicarlo a la educación ambiental. 
En 2001 se estableció allí el Centro de Extensión Universitaria y Divulgación Ambiental de Galicia (CEIDA), fruto de un convenio de colaboración entre la Consejería de Medio Ambiente, Territorio e Infraestructuras, la Universidad de La Coruña y el ayuntamiento de Oleiros.
Entre el año 2009-2011 se acometen obras de consolidación de muros y daños por pluviales por valor de 420 mil € entre el Ministerio de Fomento y la Junta de Galicia.